# Witold Grott

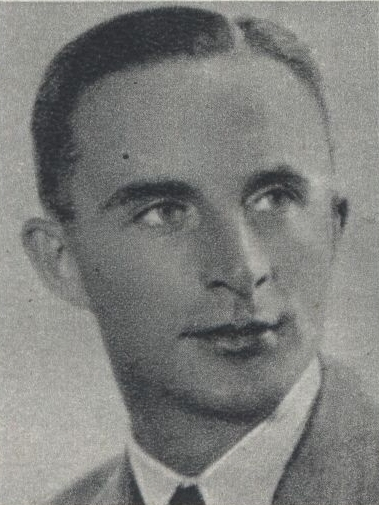
Witold Grott

Witold Fryderyk Grott, ps. „Antoni Roman Górka” (ur. 27 stycznia 1912 w Wiedniu, zm. 1 grudnia 1943 w Warszawie) – polski ekonomista, działacz społeczno-polityczny, narodowiec.

## Życiorys

### Rodzina i edukacja
Był synem Aleksandra, dziennikarza oraz Stefanii z domu Callier. Mieszkał w Warszawie od 1919 i tam w 1929 ukończył gimnazjum Stanisława Staszica. W latach 1929–1932 w Poznaniu studiował w Wyższej Szkole Handlowej, a w latach 1932–1934 na Uniwersytecie Poznańskim na Wydziale Prawno-Ekonomicznym. Podczas studiów działał w organizacjach akademickich ideowo związanych z endecją: Bratniej Pomocy i Związku Akademickim Młodzież Wszechpolska. Na UP był w latach 1933–1934 prezesem Młodzieży Wszechpolskiej oraz działaczem II Akademickiej Drużyny Harcerskiej im. Stanisława Żółkiewskiego. W czasie studiów uczestniczył w latach 1930–1932 w działalności Obozu Wielkiej Polski, a później w latach 1932–1933 w Związku Młodych Narodowców, gdzie był delegatem Zarządu Wojewódzkiego. Uczestniczył w funkcjonowaniu tajnej organizacji endeckiej „Zet”, która w latach 1930–1934 na uczelniach Poznania kierowała życiem związków akademickich.

### Aktywność zawodowa i społeczno-polityczna
W Zakładach Papierniczych „Malta” w Poznaniu, a następnie w Centrali Przemysłu Papierniczego w Warszawie odbywał po studiach praktykę. Przeniósł się w 1936 do Gdańska, gdzie został mianowany sekretarzem Rady Polskich Interesantów Portu Gdańskiego. Bronił na tym stanowisku interesów polskich przedsiębiorstw portowych oraz walczył w Wolnym Mieście Gdańsku ze zniemczonymi urzędami portowymi. Zabiegał ponadto w latach 1936–1939 o rozwój polskiego szkolnictwa, organizacji młodzieżowych (ZHP) i Towarzystwa Naukowego w Gdańsku. Na terenach Warmii i Mazur w skupiskach polskich wygłaszał odczyty oświatowe, które miały charakter tajny.

### II wojna światowa
W 1939 w Gdyni zgłosił się ochotniczo do wojska i brał udział w topieniu broni w basenie portowym. Uniknął aresztowania, bo szukano go w Gdańsku. Następnie w październiku 1939 przyjechał do Poznania, gdzie należał do współzałożycieli tajnej organizacji „Ojczyzna”, której przewodził razem z Kiryłem Sosonowskim. W lutym 1940 został z jej ramienia wydelegowany do Warszawy dla nawiązania kontaktu z komendantem głównym ZWZ, generałem Stefanem Roweckim ps. „Grot”, który zaprzysiężył jego i Sosnowskiego do ZWZ. Zamieszkał w Warszawie i na terenie warszawskim przyczynił się do założenia „Ojczyzny”. Współzałożyciel Studium Zachodniego oraz działał w Radzie Głównej Opiekuńczej. Od 1941 pracował w Delegaturze Rządu na Kraj, gdzie był wicedyrektorem departamentu skarbu. Utrzymywał stałe kontakty z „Ojczyzną” w Wielkopolsce podczas całego okresu pobytu w Warszawie. Aresztowany 22 listopada 1943 (przypadkowo, po godzinie policyjnej), pod nazwiskiem Roman Górka został osadzony w więzieniu na Pawiaku. Zginął 1 grudnia 1943 rozstrzelany w grupie 30 zakładników w potajemnej egzekucji w ruinach getta warszawskiego.